# Трыбач
Трыбач (болг. Тръбач) — село в Болгарии. Находится в Разградской области, входит в общину Лозница. Население составляет 163 человека.

## Политическая ситуация
Трыбач подчиняется непосредственно общине и не имеет своего кмета.
Кмет (мэр) общины Лозница — Айхан Мустафов Хашимов (Движение за права и свободы (ДПС)) по результатам выборов в правление общины.